# 27509 Burcher
27509 Burcher è un asteroide della fascia principale. Scoperto nel 2000, presenta un'orbita caratterizzata da un semiasse maggiore pari a 3,0841848 au e da un'eccentricità di 0,0402445, inclinata di 11,48709° rispetto all'eclittica.
L'asteroide è dedicato alla statunitense Sarah Burcher, amministratrice all'osservatorio Lowell.